# Peytoia
Peytoia – wymarły prehistoryczny bezkręgowiec spokrewniony z Anomalocaris. Zamieszkiwał oceany w kambrze. W przeciwieństwie do większości swych bliskich krewnych nie był on drapieżnikiem, ale filtratorem. Odżywiał się w podobny sposób, jak dzisiejsze wieloryby, tyle że 530 mln lat temu. Miał 2 wyrostki gębowe, a także sierściowate kolce. Za otworami gębowymi znajdowały się oczy osadzone na łodygokształtnych wyrostkach. 

## Historia badań
Historia badań Peytoia jest powiązana z 2 innymi rodzajami z rzędu Radiodonta – Laggania (obecnie młodszy synonim Peytoia) oraz Anomalocaris. 
We wrześniu 1886 r. Richard G. McConnell odkrył na zboczach góry Stephen skamieniałości bezkręgowców, w tym skamieniałości przypominające krewetki. Opisał je w 1892 r. Joseph Whiteaves. Nowy gatunek nazwał Anomalocaris canadensis, którego uznał za pozbawionego głowy liścioraka. Alberto Simonetta i Laura Delle Cave (w 1975 r.) oraz Briggs (w 1979 r.) zasugerowali, że Anomalocaris może być odnóżem dużego stawonoga.

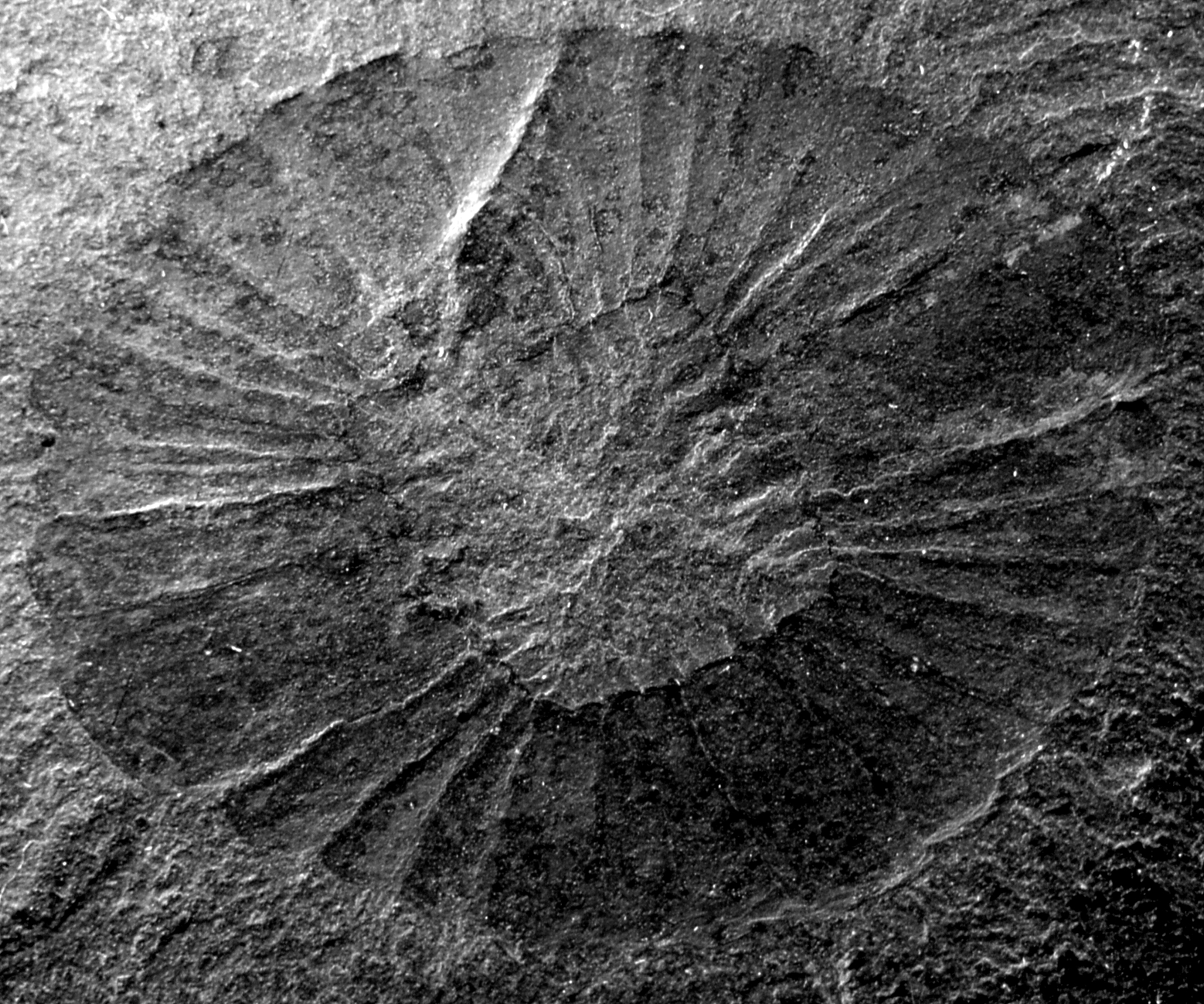
Skamieniałość stożka gębowego Peytoia.

W 1911 r. Wallcot opisał Peytoia nathorsti, którą interpretował jako skamieniałość meduzy. W tym samym artykule opisał on także gatunek Laggania cambria, który uznał za strzykwę. Później Laggania była uznawana za gąbkę.
Morris (1978) po dokładniejszym zbadaniu Laggania zauważył, że w miejscu, które Wallcot uznał za słabo zachowany otwór gębowy, znajdowała się Peytoia. Rozważał możliwość, że Laggania to ciało Peytoia. Twierdził jednak, że większość skamieniałości z Burgess zachowała się w całości; badacz uznał więc, że są to najprawdopodobniej skamieniałości dwóch różnych zwierząt, które znalazły się w tym samym miejscu.
W 1982 roku Whittington opublikował opis pierwszego lepiej zachowanego Anomalocaris. Okazało się, że “krewetki” opisane przez Whiteavesa były odnóżami chwytnymi. Znajdowały się one się przy otworze gębowym, wokół którego znajdowała się złożona z płytek obręcz przypominająca Peytoia. Whittington zbadał także inne okazy mające tego typu otwory gębowe. Różniły się one jednak kształtem pazurów na odnóżach chwytnych. W 1985 r. Whittington i Briggs uznali Peytoia za młodszy synonim Anomalocaris, tworząc nową kombinację dla P. nathorsti – A. nathorsti. Uznali oni Anomalocaris za przedstawiciela dotąd nieznanego typu zwierząt.
Collins (1996) stwierdził, że szczęki należące do Anomalocaris canadensis są takie same, jak P. nathorsti, w związku z tym P. nathorsti jest młodszym synonimem A. canadensis, a nie starszym synonimem Laggania cambria. Daley i Bergström (2012) zauważyli jednak różnicę w budowie struktury wokół otworów gębowych A. canadensis i P. nathorsti. Stożek gębowy Peytoia składał się z 32 płytek, w tym 4 większych umieszczonych względem siebie prostopadle. U Anomalocaris obecne były tylko 3 większe płytki, a liczba mniejszych była zmienna. Daley i Bergström uznali więc Peytoia za ważny rodzaj, a Laggania ponownie za jego młodszy synonim.
Drugi gatunek – Peytoia infercambriensis – został opisany w 1975 r. przez Kazimierę Lendzion. Początkowo dla tej skamieniałości utworzono zarówno nazwę gatunkową, jak i rodzajową – Pomerania infercambriensis. Nazwa rodzajowa Pomerania to zlatynizowana nazwa Pomorza, gdzie skamieniałość została znaleziona. Nazwa gatunkowa oznacza “dolny kambr”. Jednak nazwa Pomerania była już wcześniej użyta dla rodzaju amonita, w związku z tym w 1977 r. Lendzion utworzyła nową nazwę rodzajową – Cassubia. Jest to zlatynizowana nazwa Kaszub. Daley i Legg (2015) uznali Cassubia za młodszy synonim Peytoia, tworząc nową kombinację – Peytoia infercambriensis.

## Budowa

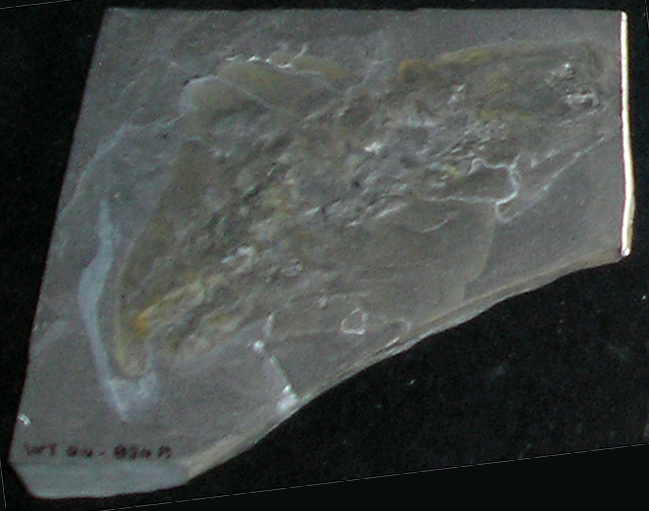
Skamieniałość Peytoia w muzeum w Toronto.

Ciało Peytoia składało się z 2 tagm. Tylna tagma (tułów) była podzielona na segmenty, z których wyrastało 14 par płatowatych, trójkątnych płetw. Na grzbiecie także znajdowały się podobne struktury, były jednak mniejsze. W przeciwieństwie do Anomalocaris, w tylnej części tułowia nie tworzyła ogona w kształcie wachlarza. Tułów miejscami pokryty był szczecinką.

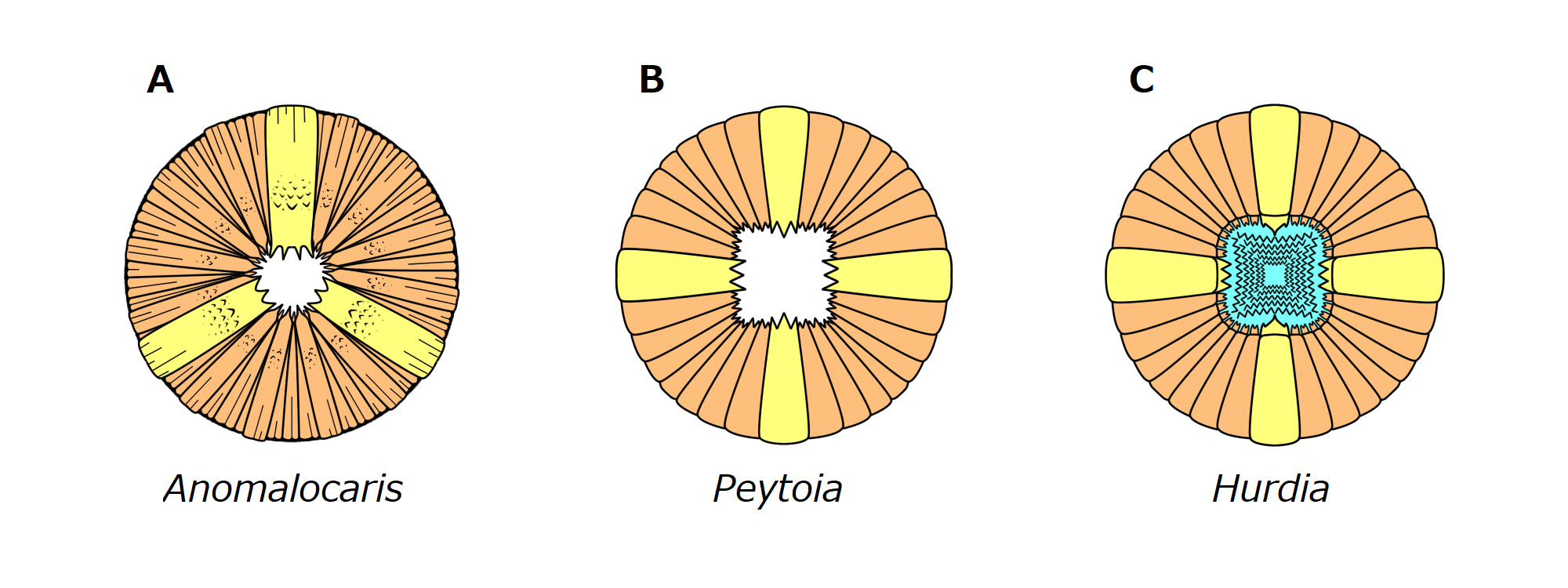
Porównanie otworów gębowych 3 rodzajów: Anomalocaris, Peytoia i Hurdia.

Druga tagma (głowa) była nie podzielona na segmenty. W grzbietowo-bocznej części głowy znajdowały się oczy złożone umiejscowione na słupkach, które wyrastały z tyłu głowy. Na głowie znajdował się także pancerz. Odnóża znajdujące się z przodu głowy były podzielone na 11 segmentów. Większość z nich miała kolce grzbietowe, a po brzusznej stronie ramion znajdowało się od 5 do 7 kolców brzusznych z krótkimi kolcami pomocniczymi. Na spodzie głowy znajdował się stożek gębowy, który składał się z 32 płytek, w tym z 4 większych umieszczonych względem siebie prostopadle.

## Klasyfikacja
Collins (1996) zaliczył Anomalocaris, Peytoia i inne podobne zwierzęta do stawonogów, utworzył jednak dla nich nową gromadę (Dinocaridida) i rząd zwierząt (Radiodonta). Peytoia jest zaliczana do rodziny Hurdiidae.

## Gatunki

### Peytoia nathorsti

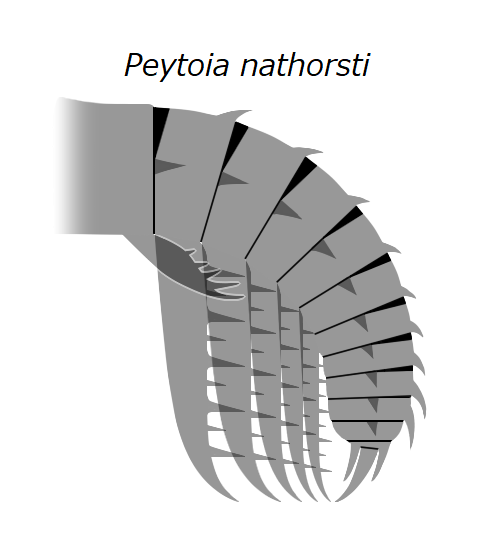
Odnóże chwytne Peytoia nathorsti.

Gatunek typowy Peytoia. Skamieniałosci tego gatunku znaleziono w łupkach z Burgess (Kanada).
Liu (2013) opisał skamieniałość Peytoia z Chin (formacja Balang, prowincja Hunan; druga epoka kambru). Jest to okaz NIGP 156215 – skamieniałe odnóże, które jest bardzo podobne do P. nathorsti. Różni się jednak od P. nathorsti liczbą kolców końcowych – skamieniałości P. nathorsti mają ich 2 lub 3, a okaz NIGP 156215 tylko jeden. Ponadto u NIGP 156215 zachował się tylko jeden kolec grzbietowy, a z kolców brzusznych nie wyrastają kolce pomocnicze (choć być może w tym okazie nie wszystkie cechy tego zwierzęcia są widoczne). Badacz uznał więc ten okaz za sp. cf. P. nathorsti.

### Peytoia infercambriensis
Gatunek Peytoia znany z jednej skamieniałości niekompletnego odnóża pokarmowego (okaz PIG 1432 II 22). Skamieniałość ta została wydobyta z odwiertu w pobliżu Kościerzyny, z głębokości 4920,7 m. Początkowo Lendzion (1975) uznała P. infercambriensis za zwierzę blisko spokrewnione ze stawonogiem Leanchoilia. Oba rodzaje zostały wówczas zaliczone do tej samej rodziny Leanchoilidae, która miała należeć do Trilobitoidea. W 1988 r. Dzik i Lendzion uznali to zwierzę za przedstawiciela Anomalocarida. Skamieniałość P. infercambriensis stanowi niekompletne odnóże – prawie kompletna dystalna część i fragment części proksymalnej. Tuż obok skamieniałości odnóża P. infercambriensis zachował się tułów nieoznaczonego stawonoga, który był początkowo uznawany za fragment tego samego organizmu. Osady, w których znaleziono skamieniałość P. infercambriensis, datowane są na "3 wiek kambru".